# Tiefbauingenieur
Ein Tiefbauingenieur (auch Tiefbau-Ingenieur) ist ein Bauingenieur, Bergbauingenieur oder Geoingenieur, der sich mit Baumaßnahmen des Tiefbaus befasst. Sie untersuchen, konstruieren, planen, überwachen und verwalten. 
Der Tiefbau umfasst große Teile der baulichen Infrastruktur. Dazu gehören der Straßen-, Brücken-, Eisenbahn-, Stollen- und Tunnel-, Erd-, Wasser-, Berg- und Grundbau sowie der Bau von Versorgungs- und Entsorgungsnetzen, wie Wasserstraßen, Staudämme, Kanalisationen.